# Allium decipiens
Allium decipiens är en amaryllisväxtart som beskrevs av Fisch., Schult. och Julius Hermann Schultes. Allium decipiens ingår i släktet lökar, och familjen amaryllisväxter.

## Underarter
Arten delas in i följande underarter:
- A. d. decipiens
- A. d. quercetorum